# جاندار
جاندار هي بلدة ومركز مقاطعة جاندار في ولاية بخارى في أوزبكستان.